# Passacaglia

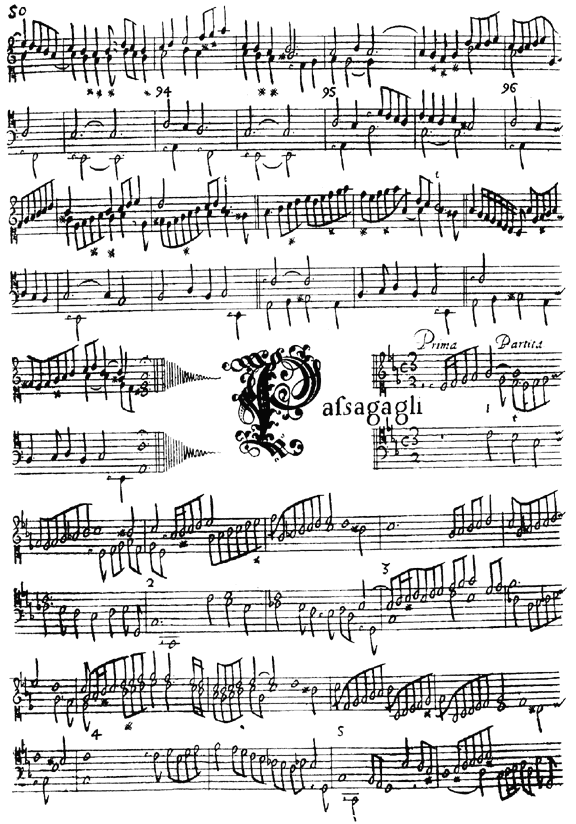
Bernardo Storace: Passagagli in c-moll (Beginn), aus Selva di varie compositioni..., Venedig 1664

Die Passacaglia (...ˈkalja, italienisch [ˌpas.saˈkaʎ.ʎa], auch passacagli; französisch passacaille [pasaˈkaj], auch passecaille; spanisch: pasacalle [pasaˈkaʎe]) ist ein Tanz und eine Variationsform des Barocks in einem Dreiermetrum. Sie steht meistens in Moll und wirkt sanft und melancholisch.

## Aufbau
Typisch ist eine meist vier- oder achttaktige feste Basslinie, der Basso ostinato, der beliebig oft wiederholt werden kann und als Basis für eine Folge von Variationen dient. Im 17. und 18. Jahrhundert breitete sie sich über Italien und Frankreich in ganz Europa aus. Die Grenzen zur eng verwandten Chaconne (bzw. Ciaccona) sind fließend und bilden noch heute Diskussionsstoff.

„Passacaglia oder Passagaglio [ital.], Passacaille [gall.], ist eigentlich eine Chaconne. Der ganze Unterschied besteht darinn, daß sie ordinairement langsamer als die Chaconne gehet, die Melodie mattherziger (zärtlicher), und die Expression nicht so lebhaft ist; und eben deswegen werden die Passecaillen fast allezeit in den Modis minoribus, d. i. in solchen Tönen gesetzt, die eine weiche Terz haben (d. h. in Moll, Anm. d. Verf).“

Zum Unterschied von Passacaglia und Chaconne siehe auch im Artikel Chaconne.

## Tempo und Charakter
Über das Tempo der Passacaglia bzw. Passacaille geben einige historische Quellen Auskunft.
Die französischen Theoretiker erläutern die Temporelation zwischen Passacaille und Chaconne – und ihr Verhältnis zu einigen anderen Tänzen wie Sarabande, Courante, Menuet oder Gigue. Das gilt sowohl für „nur“ beschreibende Quellen, die keine exakten Tempoangeben machen, wie Freillon-Poncein 1700, L’Affilard 1702, Brossard 1703, und Montéclair 1736; aber auch für L’Affilard 1705 und Pajot 1732, die genauere Angaben machen für das von Joseph Sauveur 1701 erfundene „Pendulum“.
Montéclair z. B. charakterisiert das Tempo der Courante, Sarabande und der Passacaille als „grave“ (gravitätisch, gewichtig, schwer, langsam), der Chaconne und des Menuet als „gai“ (fröhlich), und von Passepied und Canarie als „vite“ (schnell). L’Affilard sagt 1702, die Dreiermetren von Sarabande und Passacaille wären „lentement“ (langsam), die Chaconne „plus légèrement“ (schneller, leichter), und das Menuet „fort légers“ (sehr leichtfüßig, sehr schnell). Übereinstimmende Informationen geben Freillon-Poncein 1700 and Brossard 1703. Über fünfzig Jahre später bezeichnen auch Rameau/d’Alembert 1759 die Passacaille als „plus lente, plus tendre“ (langsamer, zärtlicher / empfindsamer) als die Chaconne, desgleichen Rousseau in seinem Dictionnaire de musique 1768.
Präzise Angaben gibt l’Affilard in seinen Principes (1705). Das Tempo der Chaconne beträgt bei ihm ♩ = 156 MM. Seine Angaben zur Passacaille sind deutlich langsamer und betragen ♩ = 106 MM. Ähnlich gibt Pajot für die Passacaille ♩ = 95 MM, und für die Chaconne ♩ = 159 MM an. L'Affilard 1705 und Pajot 1732 nennen zwar leicht unterschiedliche Zahlen, sind sich aber über das Verhältnis der Tänze bezüglich ihres Tempos einig; und so entsteht die folgende Reihenfolge, angefangen mit dem langsamsten Tanz (Sarabande) bis zum schnellsten (Gigue bzw. Canarie):
Sarabande, Courante, Passacaille, Chaconne, Menuet, Passepied, Gigue/Canaries.

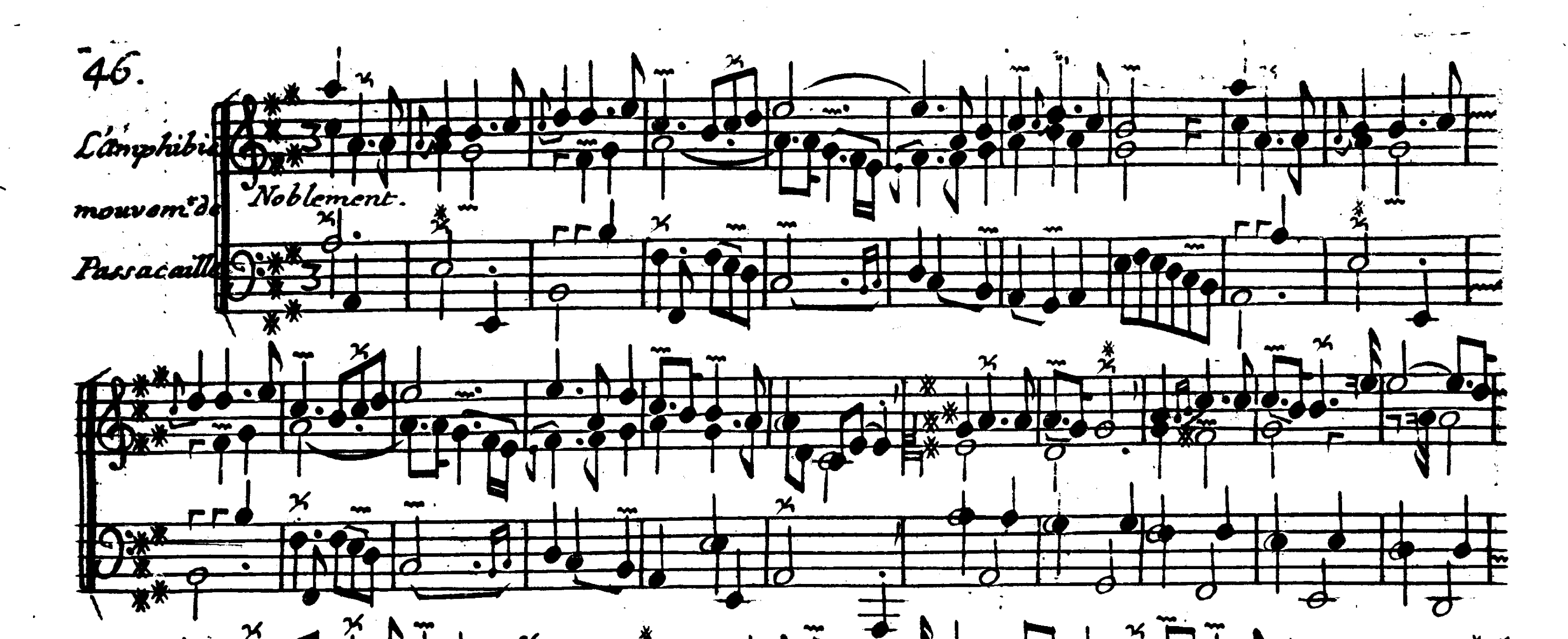
François Couperin: „L’Amphibie – mouvement de Passacaille“ (Beginn), Quatrieme Livre de Pièces de clavecin, Paris 1730

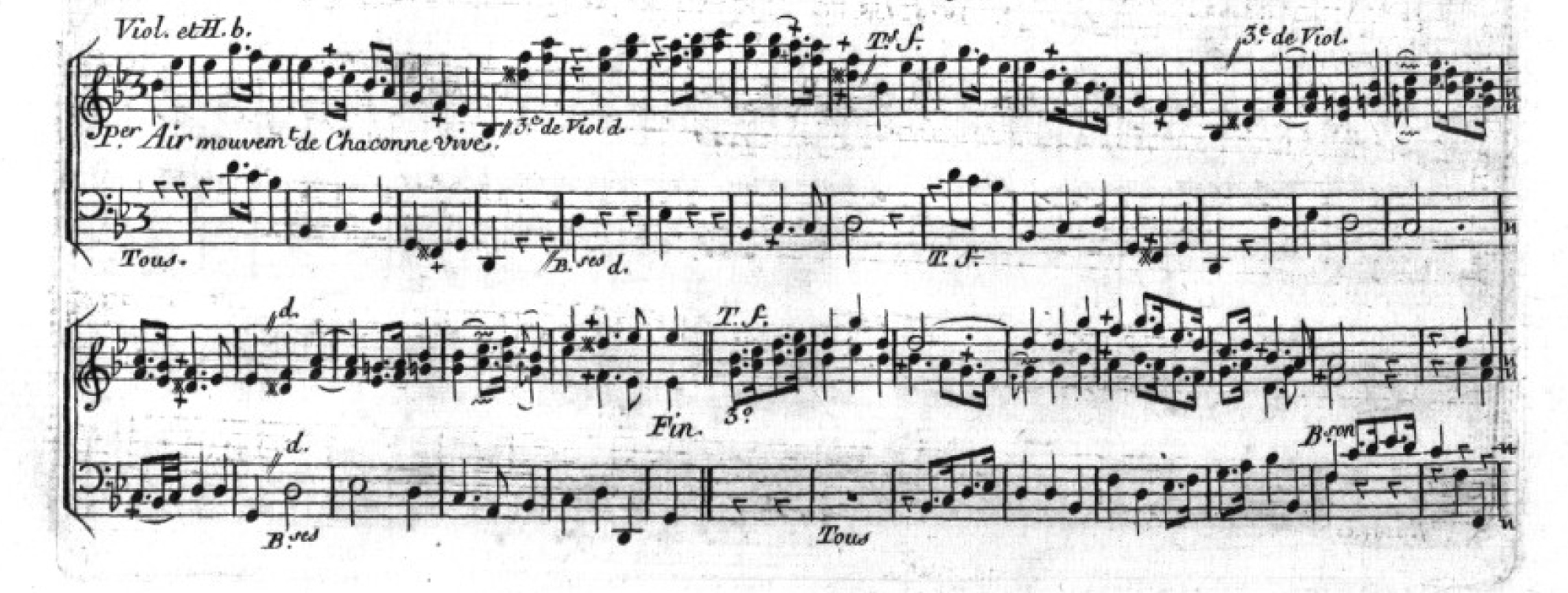
Jean-Philippe Rameau: „Air – mouvement de Chaconne vive“ (Beginn), Acanthe et Céphise, Acte I (1751)

Dafür, dass man in Frankreich keinen eindeutigen Tempounterschied zwischen Chaconne und Passacaille machte, spricht auch die Tatsache, dass es beispielsweise von François Couperin und Jean-Philippe Rameau Stücke gibt, die die Bezeichnung „mouvement de passacaille“ oder „mouvement de chaconne“ tragen, die also in Bewegung bzw. im Tempo einer Passacaille oder Chaconne gespielt werden sollen. Beispiele sind F. Couperins Cembalostück L’Amphibie (24. Ordre, Livre IV, 1730), das er mit „mouvement de Passacaille“ bezeichnet; und einige Stücke in Rameaus Opern: z. B. eine Air. Mouvement de chaconne vive in Acanthe et Céphise (1751), oder eine Air de Ballet (Mouvement de Chaconne) für Platée (1745), oder ein Rondeau. Mouvement de chaconne in Zoroastre (1749 / 1756).
Die deutschen Theoretiker des 18. Jahrhunderts vertreten widersprüchliche Auffassungen über das Tempo von Chaconne und Passacaille. Walther stimmt mit den Franzosen überein und bemerkt 1732 zur Passacaille, dass sie, „ordinairement langsamer als die Chaconne“ gehe, und dass „die Melodie mattherziger (zärtlicher), und die Expression nicht so lebhaft“ sei.
Aber Quantz (1752) meint merkwürdigerweise, dass die Passacaille „fast ein wenig geschwinder“ als die Chaconne gespielt werde, deren Tempo er mit ungefähr ♩ = 160 angibt. Zu einem Zeitpunkt, als beide Tänze ihren eigentlichen Zenit schon überschritten haben, fasst Türk 1789 zusammen: „Die Passacaille wird etwas langsamer, oder wie andere wollen, beynahe ein wenig geschwinder gespielet, als die Chaconne. Der Charakter ist auf jeden Fall zärtlich und etwas ernsthaft.“

## Geschichte
Der Passacaglia war ursprünglich ein spanischer Volkstanz. Der Name stammt von spanisch pasar (überqueren) und calle (Straße) und bedeutet wörtlich: „über die Straße gehen“ (oder „Geh’ über die Straße“). Die spanischen Wurzeln sind bisher nur durch die zeitgenössische spanische Literatur überliefert, erste einfache musikalische Beispiele stammen aus Italien, und datieren von 1606.

### Die Passacaglia von Frescobaldi
Eine erste berühmte Version aus der Kunstmusik (für Cembalo oder Orgel) stammt von Girolamo Frescobaldi: Die Cento partite sopra Passacagli (= „Hundert Partien über Passacaglia“), die er in der dritten Edition seines Libro Primo di Toccate… 1637 veröffentlichte. Zwei ähnliche, kurze Passacaglia schrieb er außerdem als Abschluss für seine Balletti I und III.
Der Ostinato ist ein absteigender Tetrachord, das heißt eine Folge von vier Tönen (z. B. in d-moll: d-c-b-a). Er wird allerdings denkbar frei behandelt, wird oft chromatisiert, kann umspielt werden, und in andere Stimmen wandern oder auf verschiedene Stimmen verteilt werden, und manchmal in einem kunstvollen kontrapunktischen Geflecht aus Gegenstimmen beinahe verschwinden.
In diesem mehrteiligen Stück gibt es auch eine Corrente und drei Abschnitte, die als Ciaccona bezeichnet sind; die letzteren haben einen anderen rhythmischen Verlauf. Schon Silbiger beobachtete, dass der Ostinato in den Passacaglia aus je „vier Dreiertakt-Gruppen“ besteht, während es in den Ciacconen nur „zwei Dreiertakt-Gruppen“ sind. Die einfachste Form des Grund-Ostinato für die Passacaglia bzw. die Ciaccona bei Frescobaldi lautet also:
Passacagli-Grund-Ostinato (in d-moll): 3 ||: d - - | c - - | b - - | a - - :||
Ciaccona- Grund-Ostinato (in F-Dur): 3 ||: f – c | d b c :||
Das bedeutet, dass in den Ciaccona-Teilen pro Takt mehr harmonische Wechsel stattfinden. Allein dadurch wirken die Passacagli-Teile ruhiger und melancholischer (und auch durch melodische Kunstgriffe).
Der Aufbau der Cento Partite… lautet: Passacagli (Pa) – Corrente – Pa – Ciaccona (Ci) – Pa – Ci – Pa – Ci – Pa. Frescobaldi selber schreibt, dass man die diversen Abschnitte auch einzeln spielen darf, ganz nach Belieben. Allerdings wird zwischen einigen Abschnitten innerhalb weniger Takte in eine andere Tonart moduliert, so dass sie in einer anderen Tonart enden als sie beginnen – das gilt auch für das ganze Stück. Die Abfolge der Tonarten lautet: d – F – C/c – a – d – a – e. Diese Tonartenfolge stimmt jedoch nicht mit der obengenannten Reihenfolge der verschiedenen Tanzrhythmen überein, der Tonartenwechsel findet meistens mitten in einer Passacagli oder Ciaccona statt und zieht sich dann über den Wechsel des Tanz-Charakters hinüber. Das Ganze wird noch komplexer durch einen ausgefeilten Umgang mit verschiedenen Dreiermetren, die auch als Tempoangaben fungieren; auch der Wechsel der Metren findet oft mitten in einem Tanz-Abschnitt statt.
Man kann die Wechsel von Tonarten und Metren, und besonders die Tatsache, dass Frescobaldis Cento Partite… in einer anderen Tonart beginnen als sie enden, als ein bildhaftes Auskomponieren des Titels ansehen: Pasa-calle (die Straße überqueren): Daher wechselt er die Tonart mitten „auf der Straße“ und landet am Ende „auf der anderen Straßenseite“.

### Nachfolger Frescobaldis
Frescobaldis Passacagli hatten einen enormen Einfluss auf die Cembalo- und Orgelliteratur. Bernardo Storace veröffentlichte 1664 vier große und virtuose Passacagli, von denen zwei Stücke ebenfalls durch verschiedene Tonarten modulieren, ohne die Ausgangstonart wieder zu erreichen; die anderen beiden Passacagli sind in c- und a-moll, wechseln aber auch mehrfach das Metrum. Mehrere Passacagli komponierte auch Bernardo Pasquini, es sind feine geistvolle Stücke, die aber kürzer und einfacher sind als die seiner Vorgänger und in einer einheitlichen Tonart bleiben.

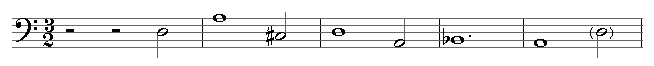
D. Buxtehude: Ostinato aus der Passacaglia d-moll, Buxwv 161

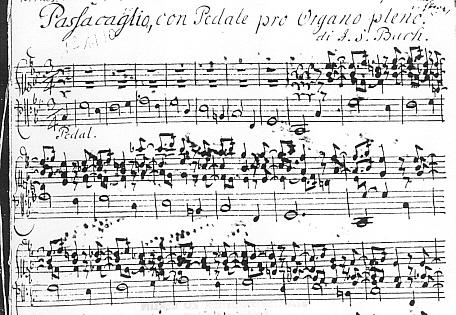
J. S. Bach: Beginn des Manuskripts der Passacaglia (und Fuge) in c moll, BWV 582

Frescobaldis Passacagli dienten vermutlich auch als Vorbild für die ersten Beispiele in der deutschen barocken Tastenmusik, z. B. die bekannte Passacaglia in d von Johann Caspar Kerll, die ebenfalls über den absteigenden Tetrachord gehalten ist. Spätere Komponisten wählen auch eigene Ostinati für ihre Orgel- und Cembalo-Kompositionen, wie z. B. Georg Muffat, Johann Caspar Ferdinand Fischer, u. a.
Berühmt ist vor allem die Passacaglia in d-moll (BuxWV 161) von Dieterich Buxtehude über ein frei gewähltes viertaktiges Ostinato-Thema (d / a – cis / d – A / B - - / A). Sie besteht aus vier gleich langen Abschnitten, in denen das Thema jeweils siebenmal erscheint. Ganz ähnlich wie Frescobaldi moduliert Buxtehude zwischen den Abschnitten in eine andere Tonart: Von d nach F und a, und schließlich zurück nach d. Buxtehudes Passacaglia war zusammen mit seiner Ciacona in c-moll (BuxWV 159) ein direktes Vorbild für Johann Sebastian Bachs Passacaglia c-Moll (BWV 582) – die berühmteste aller Passacaglias, die auch einen enormen Einfluss auf alle späteren Orgel-Passacaglias des 19. und 20. Jahrhunderts ausübte.

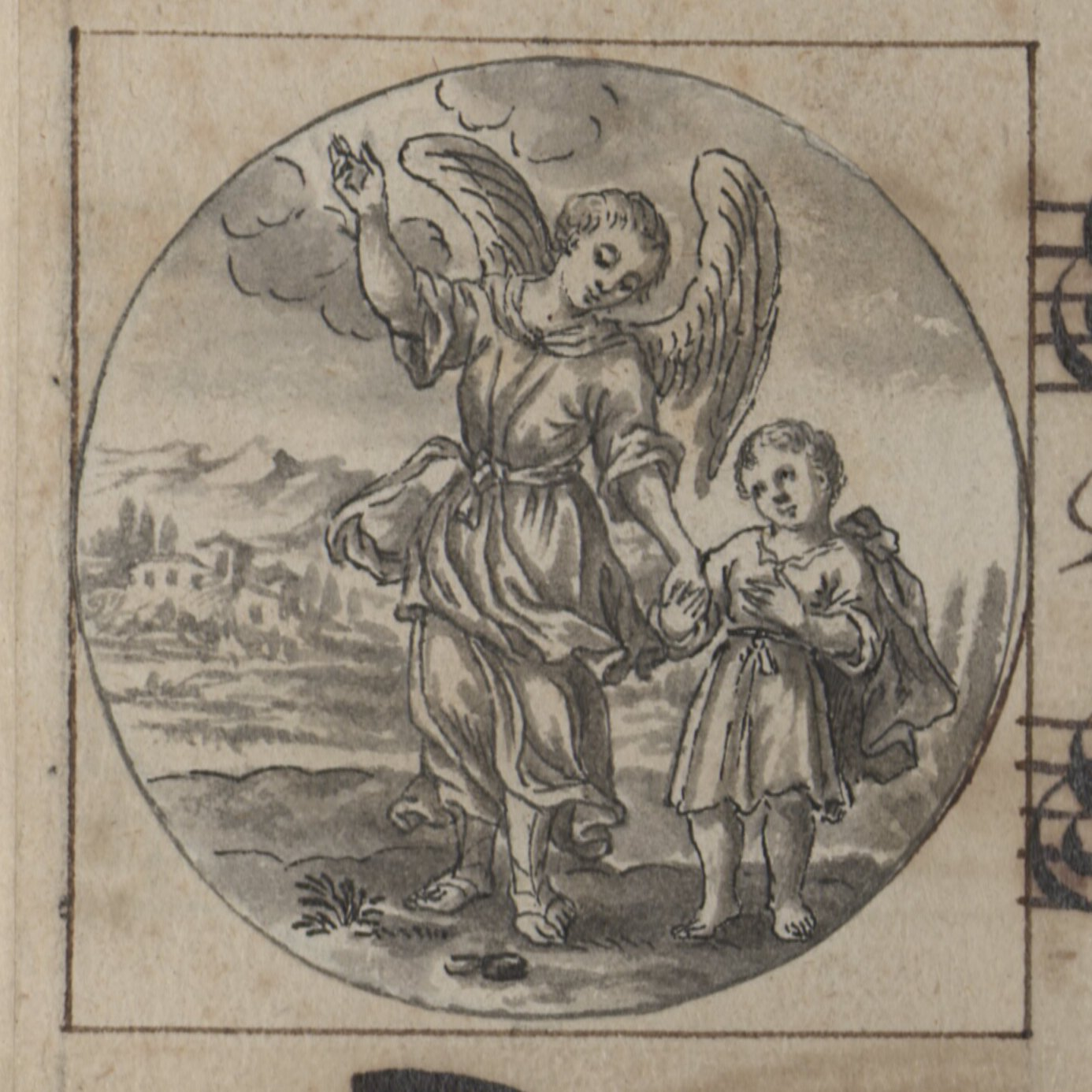
Schutzengel-Gravur zur Passacaglia g-moll aus Bibers Rosenkranz-Sonaten (ca. 1678)

Ein hoch bedeutsames Werk ist auch Heinrich Ignaz Franz Bibers Passacaglia in g-moll für Violine solo – das letzte Stück aus seinem Zyklus der Rosenkranz-Sonaten. Es ist eine der frühesten Kompositionen für Solo-Violine und war vermutlich ein Vorbild für Bachs berühmte Chaconne in d-moll aus der Partita BWV 1004. Der Ostinato des Stückes ist wieder der absteigende Tetrachord, über den Biber 65 Variationen erfindet, und der in diesem speziellen Fall vermutlich den Beginn der Schutzengel-Hymne Einen Engel Gott mir geben versinnbildlicht – denn im Originaldruck ist dem Stück eine Gravur mit einem kleinen Kind und seinem Schutzengel vorangestellt.
Auch der Spanier Juan Bautista Cabanilles hinterließ einige Pasacalles – einzigartig in der spanischen Tastenmusik des 17. Jahrhunderts. Sie sind jedoch nicht im Dreiertakt, sondern Ostinatovariationen in einem geraden Metrum, und stehen deshalb formal etwas abseits. Ein seltenes Beispiel für eine Passacaille im geraden C-Takt beendet auch Georg Friedrich Händels Cembalo-Suite in g-moll (HWV 432, aus der 1. Sammlung von 1720).
Für Laute oder Theorbe gibt es Passacaglien von Alessandro Piccinini, Giovanni Girolamo Kapsperger, Esaias Reusner und Sylvius Leopold Weiss; und aus dem französischen Repertoire von Ennemond Gaultier, Denis Gaultier, Dufaut, Gallot, Robert de Visée u. a. Für Barock-Gitarre sind Passacaglien überliefert von Gaspar Sanz, Santiago de Murcia, Francesco Guerau und Marcello Vitale sowie Robert de Visée, Ludovico Roncalli und Francesco Corbetta.

### Passacaille en rondeau
In die französische Cembalomusik wurde die Passacaille von Louis Couperin eingeführt. Die Clavecinisten verwendeten manchmal die Form der Passacaille en rondeau, d. h. eine Passacaille in Rondoform. Beispiele sind Louis Couperins Passacaille in g-moll, und François Couperins harmonisch gewagte und tragisch gefärbte Passacaille in h-moll in seinem 8. Ordre (Livre second, Paris 1716) – dieses Stück hat einen chromatisch aufsteigenden Bass im Refrain, und acht verschiedene Couplets (Zwischenspiele). Dandrieu schrieb eine große dreiteilige Passacaille zu seinem Concert des Muses („Konzert der Musen“; 2. Suite, 2. Buch, 1728), die beiden äußeren Teile stehen in f-moll, der Mittelteil im parallelen F-Dur. Jeder Teil ist ein eigener Rondeau, aber alle drei Rondeaus sind über den gleichen chromatisch absteigenden Basso ostinato gearbeitet, der z. T. auch in den Couplets wiederkehrt. Es sind jeweils drei Couplets, also insgesamt neun – die Zahl der neun Musen.
Auch von Georg Muffat sind einige groß angelegte Passacaglien in Rondoform bekannt: Seine Passacaille g-moll (für Orgel oder Cembalo) aus Apparatus musico-organisticus (1690), und die Passacaglia – Grave, mit der er sein Concerto Nr. V in G-Dur aus Armonico tributo (Salzburg, 1682) beendet. Diese kann entweder kammermusikalisch aufgeführt werden, oder in großer Besetzung mit Concertino (Solisten) und Concerto grosso (Streichorchester mit B. c.).

### In der Oper
In Frankreich wurde die Passacaille seit Jean-Baptiste Lully auch als Bühnentanz aufgeführt, z. B. in seinen Tragédies Persée (1682) oder in Armide (1686). In Armide (Akt V, Szene 1) lässt die Zauberin Armida für ihren Geliebten Renaud (Rinaldo) eine große Passacaille in g-moll für Orchester, Chor und Solisten aufspielen. Sie besteht aus dem eigentlichen Tanz und einer Gesangsszene, dauert ungekürzt ca. 13 Minuten, und ist allein wegen ihrer Instrumentierung mit Zwischenspielen verschiedener Orchestergruppen wie Oboen oder Flöten ein zu ihrer Zeit sehr besonderes Stück; inmitten des Tanzes besingen „glückliche Liebende“ und die personifizierten Freuden (les Plaisirs) die Freuden der Liebe („Les plaisir ont choisi pour asile…“).
Lullys Passacaille aus Armide verfehlte ihre Wirkung nicht: d’Anglebert veröffentlichte drei Jahre später eine Transkription für Cembalo; und Henry Purcell komponierte nach ihrem Vorbild die mindestens ebenso bestrickende Passacaglia How happy the lover… für seine Semi-opera King Arthur (1691), mit deren Hilfe der Titelheld ebenfalls zu den „Freuden der Liebe“ verführt werden soll. Sie wird von verschiedenen Solisten z. T. im Duett und Terzett gesungen und vom Chor beantwortet mit dem Refrain: „No joys are above the pleasures of love“ („Kein Vergnügen ist größer als die Freuden der Liebe“). Eine gegenüber solchen in seinen Balletten und Ballettkomödien vorkommenden Chaconnen im Umfang erheblich erweiterte, hatte Lully erstmals 1673 in Cadmus et Hermione gebracht – er legte mit Zufügung von Solos und Chören deren, und jener der Passacaille, Gestalt für die Zukunft fest. Von Persée an bei ihm Standard, kamen Chaconnen und Passacaillen bis 1750 in fast allen französischen Opern vor. Teilweise hielten sich die Komponisten akribisch an Lullys Vorlagen, einen speziellen Erfindungsreichtum bei Abweichungen zeigte hingegen Rameau. Mitunter entledigte er sich den Obliegenheiten des Basso ostinato. Die Gattung wandelte sich in der Mitte des 18. Jahrhunderts unter Willibald Gluck zu etwas von der Form der Sonate beeinflusstem, ohne dass die französische Tradition der großzügigen Stücke, tauglich für Choreographien mit den besten Tänzern, verloren ging.

### Nach 1750
Während der Epoche der Klassik wurde die Passacaille nur selten verwendet. Luigi Boccherini bezeichnete den 5. Satz seines bekannten Quintettino C-Dur Op. 30,6 Musica notturna delle strade di Madrid als „Passacalle“ – er ließ sich dabei offenbar vom Titel (= „Nächtliche Musik auf den Straßen zu Madrid“) und der spanischen Bedeutung von Pasacalle (= „über die Straße gehen“) anregen, denn in seiner eigenen Beschreibung des Quintettino heißt es, in diesem Satz „…amüsieren sich die Spanier des nachts auf den Straßen, singend und tanzend“. Das Stück ist allerdings keine Passacaglia wie in der traditionellen Kunstmusik, sondern von echter spanischer Volksmusik inspiriert.
Eine wirkliche Passacaille in Es-Dur schrieb Mozart für seine Ballettmusik zu Idomeneo, Ré di Creta KV 367 (1781).

### Häufigkeit
Im italienischen Frühbarock bis zum Ende des 17. Jahrhunderts scheinen die Passacagli beliebter gewesen zu sein als die Ciacona; diese war allerdings in Italien auch recht eng als ein ganz bestimmter Tanzbass in Dur definiert. Dieser „Vorsprung“ der Passacagli ist deutlich zu sehen an Frescobaldis Cento partite (Libro I, 1637) und an Storaces vier Passacagli im Vergleich zu einer einzigen Version der Ciaccona (Selva..., 1664). Auch um 1700 schrieb Pasquini nur vier Passacagli und keine Version der Ciaccona. Dabei setzen sich seine Passacagli in C-Dur „per Petronilla“ tonartlich und charakterlich deutlich von den anderen (in d, g, und B) ab – in Deutschland hätte man ein solches Stück vermutlich „Ciaccona“ genannt, aber Pasquini hielt sich vermutlich an die Idee der frühbarocken italienischen Ciaccona, und dem entspricht seine Passacagli in C mit einem absteigenden Tetrachord als Ostinato nicht.
Französische Cembalisten verwendeten die Passacaille seltener als die Chaconne. Schon von Louis Couperin sind im Manuscrit Bauyn (Paris, Bibliothèque Nationale) allein 9 Chaconnen überliefert, aber nur zwei Passacailles – außerdem ein Stück in g-moll mit dem rätselhaften Titel Chaconne ou Passacaille (= „Chaconne oder Passacaille“). Von d’Anglebert gibt es fünf Chaconnen – drei eigene in C-, in G- und in D-Dur, und zwei von Lully -, aber nur zwei Passacailles in g-moll (eine eigene und eine von Lully; 1689). Auch Lebègue veröffentlichte nur eine Passacaille, aber fünf Chaconnen. Die meisten anderen Clavecinisten schrieben nur Chaconnen (z. B. Chambonnières, Élisabeth Jacquet de la Guerre, Marchand, und Duphly), oder keins von beidem (z. B. Clérambault, Rameau).
François Couperin ist in mehrfacher Hinsicht die Ausnahme mit nur einer Chaconne in c-moll (La Favorite, 3. Ordre, Livre I, 1713), die aber ungewöhnlicherweise im geraden Takt steht („à deux tem(p)s“), und für eine französische Chaconne einen ungewöhnlich düsteren Charakter hat. Dazu kommt die Passacaille in h-moll (8. Ordre, Livre II, 1716), und ein Stück L’Amphibie in D-Dur (24. Ordre, Livre IV, 1730), das er mit „mouvement de Passacaille“ und „noblement“ bezeichnet – offenbar um ein etwas langsameres Tempo und einen weniger fröhlichen Charakter anzudeuten als bei einer Chaconne. Denn ohne diese Angaben würde man L’Amphibie für eine normale Chaconne en rondeau halten (daher vermutlich auch die Anspielung an ein Amphibium, das je nach Situation die Farbe wechseln kann). F. Couperin tritt also anscheinend in seinem Cembalowerk für eine Art Ausgleich der beiden Gattungen ein: Er bringt je eine Chaconne, eine Passacaille und ein drittes Stück, das eine Art Mischung von beidem ist. An anderer Stelle findet sich dann allerdings doch noch eine Chaconne, z. B. im Concert Royal Nr. 3 (Paris, 1722). Eine Chaconne tauchte 1804 wieder in Lesueurs Ossian, ou les Bardes auf, und unter den mehr als 150 seit Cadmus et Hermione feststellbaren Tänzen dieses Typs waren weniger als ein Viertel Passacaillen.
In Deutschland ist das Bild ähnlich: In den Cembalosuiten von Johann Caspar Ferdinand Fischer gibt es beispielsweise insgesamt vier Chaconnen, aber nur zwei Passacaglias. Händel komponierte (in seiner Cembalomusik) nur eine Passacaglia, aber drei große und zwei kleine Chaconnen. Buxtehude hinterließ drei Orgel-Ciaconas aber nur eine Passacaglia (in d). Einige deutsche Tastenvirtuosen schrieben nur Chaconnen, z. B. Georg Böhm (3), Pachelbel (mindestens 3), Johann Krieger, und Christoph Graupner (4).
Dabei kann man sich angesichts einiger Chaconnen in Moll, deren Charakter eigentlich verdächtig dem typisch weichen, lieblichen und melancholischen Wesen der Passacaglia entspricht, durchaus fragen, warum sie überhaupt als „Ciacona“ bezeichnet wurden. Exemplarisch gilt das für Buxtehudes Orgel-„Ciaconas“ in e (BuxWV 160) und c (BuxWV 159) und für Pachelbels Ciacona in der traditionell als besonders weich und „traurig“ geltenden Tonart f-moll, und auch für zwei kleine Chaconnen in e und a von Fischer. War die Chaconne einfach mehr in Mode? Oder sollten die entsprechenden Stücke irgendwie anders interpretiert werden als eine Passacaglia (z. B. anderes Tempo, oder andere Art der Registrierung auf der Orgel)?

## 19. Jahrhundert bis heute
Im 19. Jahrhundert feierte die Passacaglia als Variationsform eine Auferstehung mit Felix Mendelssohns Orgel-Passacaglia in c-moll, die offensichtlich von Bach inspiriert ist.
Seit der Epoche der Spätromantik wurden unter dem Einfluss von Bachs Orgelwerk wieder verstärkt Orgelpassacaglien komponiert (häufig ebenfalls mit anschließender Fuge). Auch neoklassizistische Komponisten bedienten sich gern dieser Form. Wichtige Beispiele:
- Gerard Bunk: Passacaglia a-Moll op. 40
- Johann Nepomuk David: Introduktion und Passacaglia über „Wach auf, wach auf du deutsches Land“
- Sigfrid Karg-Elert: Passacaglia und Fuge über B-A-C-H op. 150
- Wilhelm Middelschulte: Passacaglia d-Moll
- Gerbert Mutter: Passacaglia für Orgel
- Flor Peeters: Passacaglia e Fuga e-Moll op. 42
- Max Reger: Introduktion, Passacaglia und Fuge e-Moll op. 127
- Josef Gabriel Rheinberger: Passacaglia aus der 8. Orgelsonate e-moll op. 132
- Georg Schumann: Passacaglia und Finale über B-A-C-H op. 39, Verlag F. E. C. Leuckart, Leipzig 1905 (Erstdruck)
- Richard Wetz: Passacaglia und Fuge d-Moll op. 55

Wichtige Passacaglia-Kompositionen des 20. Jahrhunderts stammen unter anderem von Maurice Ravel (Klaviertrio). Das Opus summum von Leopold Godowsky ist Passacaglia, Epilogue, Cadenza und Fuge nach Schuberts Unvollendeter zum 100. Todestag Franz Schuberts. Dmitri Schostakowitsch schrieb einige langsame Sätze größerer Werke in dieser Form, in Lady Macbeth von Mzensk (Zwischenspiel), in der 8. Sinfonie, im 2. Klaviertrio, im 1. Violinkonzert und in der 15. Sinfonie. Ronald Stevenson schrieb eine 80-minutige Passacaglia für Klavier names „Passacaglia on DSCH“. Das Werk ist Dmitri Schostakowitsch gewidmet und behandelt die Initialen des Komponisten in Notenform als Bassmotiv. Zu den bekanntesten Orchesterpassacaglien gehören die Passacaglia (Webern) und der Schlusssatz der 4. Sinfonie (Brahms).

## Noten
- Jean-Henry d'Anglebert, Pièces de Clavecin – Édition de 1689, Facsimile, publ. sous la dir. de J. Saint-Arroman, Courlay: Édition J. M. Fuzeau, 1999.
- Manuscrit Rés. 89 ter, Pièces de clavecin: D’Anglebert – Chambonnières – Louis Couperin – Transcriptions de pièces pour luth, Facsimile, publ. sous la dir. de J. Saint-Arroman, Courlay: Édition J. M. Fuzeau, 1999. (= Zweiter Band der D’Anglebert-Gesamtausgabe der Édition Fuseau).
- Manuscrit Bauyn, première partie: Pièces de Clavecin de Jacques Champion de Chambonnières, deuxième Partie: Pièces de Clavecin de Louis Couperin, …, Facsimile, prés. par Bertrand Porot, Courlay: Édition J. M. Fuzeau, 2006.
- Georg Böhm, Sämtliche Werke für Cembalo, hrsg. v. Kl. Beckmann, Wiesbaden, Breitkopf & Härtel, 1985.
- Johannis Cabanilles Opera Omnia, Bd. II, hrsg. v. Higini Anglès, Bibliotéca de Catalunya, Barcelona 1933 / 1992.
- François Couperin, Pièces de Clavecin, 4 Bde., hrsg. von Jos. Gát, Mainz et al.: Schott, 1970–1971.
- Jean-François Dandrieu, Pièces de Clavecin (1724, 1728, 1734), hrsg. von P. Aubert & B. François-Sappey, Paris: Editions Musicales de la Schola Cantorum, 1973.
- Jacques Duphly: Troisième Livre de Pièces de Clavecin, 1756. New York: Performer’s Facsimiles 25367 (o.J).
- Johann Caspar Ferdinand Fischer, Sämtliche Werke für Tasteninstrument, hrsg. v. Ernst von Werra, Wiesbaden: Breitkopf & Härtel, (urspr. 1901).
- Girolamo Frescobaldi, Toccate d'Intavolatura di Cimbalo..., Libro Primo, Rom 1615 und 1637. Neuausgabe von Pierre Pidoux, Kassel: Bärenreiter (urspr. 1948).
- Girolamo Frescobaldi, Das erste Buch der Capricci, Ricercari und Canzoni 1626 (Orgel- und Klavierwerke Band II). Neuausgabe von Pierre Pidoux, Kassel: Bärenreiter, 1958.
- Christoph Graupner, Monatliche Clavierfrüchte (1722), Facsimile, prés. par Oswald Bill, publ. sous la dir. de J. Saint-Arroman, Courlay: Édition J. M. Fuzeau, 2003.
- Christoph Graupner, 17 Suites pour Clavecin (manuscrit inédit), Facsimile, prés. par Oswald Bill, publ. sous la dir. de J. Saint-Arroman, Courlay: Édition J. M. Fuzeau, 1993.
- George Frideric Handel: Keyboard Works for solo instrument, (from the Deutsche Händel Gesellschaft Edition), hrsg. von Friedrich Chrysander. New York: Dover Publication, 1982.
- Georg Friedrich Händel, Klavierwerke I – Verschiedene Suiten, Teil a (Wiener Urtext Edition), Wien / Mainz: Schott / Universal Edition, 1991.
- Georg Friedrich Händel, Klavierwerke III – Ausgewählte verschiedene Stücke (Wiener Urtext Edition), Schott / Universal Edition, 1994.
- Élisabeth Jacquet de la Guerre: Les Pièces de Clavecin, Premier Livre, 1687. Facsimile, publ. sous la dir. de J. Saint-Arroman, Courlay: Édition J. M. Fuzeau, 1997.
- Élisabeth Jacquet de la Guerre: Pièces de Clavecin (qui peuvent se jouer sur le violon), 1707. Facsimile, prés. par Catherine Cessac et J. Saint-Arroman, publ. sous la dir. de J. Saint-Arroman, Courlay: Édition J. M. Fuzeau, 2000.
- Johann Kaspar Kerll: Sämtliche Werke für Tasteninstrumente, Bd. 3: Einzelstücke und Suiten, hrsg. v. Francesco di Lernia, Wien: Universal-Edition, 1994.
- Johann & Johann Philipp Krieger, Sämtliche Orgel- und Clavierwerke I, hrsg. v. Siegbert Rampe und Helene Lerch, Kassel et al.: Bärenreiter, 1995.
- Nicolas-Antoine Lebègue, Pièces de Clavecin, Premier Livre, 1677, Facsimile, publ. sous la dir. de J. Saint-Arroman, Courlay: Édition J. M. Fuzeau, 1995.
- Nicolas-Antoine Lebègue, Le Second Livre de Clavessin, 1687. Facsimile, publ. sous la dir. de J. Saint-Arroman, Courlay: Édition J. M. Fuzeau.
- Louis Marchand: Pièces de Clavecin, Livre Premier 1702 & Livre Second 1703 u. a. (Gesamtausgabe). Facsimile, publ. sous la dir. de J. Saint-Arroman, Courlay: Édition J. M. Fuzeau, 2003.
- Georg Muffat: Apparatus Musico Organisticus, 1690. Neuausgabe als Band III der Reihe „Süddeutsche Orgelmeister des Barock“, hrsg. v. Rudolf Walter, 3. Auflage, Altötting: Musikverlag Alfred Coppenrath 1957.
- Johann Pachelbel: Hexachordum Apollinis 1699, hrsg. v. H.J. Moser und Tr. Fedtke, Kassel: Bärenreiter 1958/1986, S. 36–42 (C) und S. 43–48 (D).
- Johann Pachelbel: Ciacona in f-moll, in: Deutsche Klaviermusik des 17. und 18. Jahrhunderts, Bd. 1 (17. Jhdt), hrsg. v. H. Fischer und F. Oberdoerffer, München: Chr. Friedrich Vieweg 1960, S. 16–19.
- Bernardo Pasquini, Opere per tastiera – Vol. I – VII (7 Bde.), a cura di (hrsg. v.) Armando Carideo, Colledara: Andromeda Editrice, 2002–2004; und Latina: Il Levante Libreria Editrice, 2006, hier: Bd. V (2004), und Bd. VII (2006).
- Bernardo Storace, Selva di Varie compositioni d'Intavolatura per Cimbalo ed Organo, Venezia 1664. Neuausgabe (Faksimile) bei: Studio per Editioni scelte (S.P.E.S), Firenze, 1982.

## Einspielungen
Hier bitte keine lange Liste von bekannten Werken oder zu Werbezwecken anlegen. Das Folgende dient im Text als Beleg.
- Bibers Passacaglia, auf der CD: Biber – The Mystery Sonatas, John Holloway (Violine), Davitt Moroney (Cembalo und Orgel), Tragicomedia (Continuo). erschienen bei: Virgin classics / veritas, 1990.
- François Couperin: Concerts Royaux & Nouveaux Concerts 10, 12, 14, S. Kuijken, W. Kuijken, B. Kuijken u. a., erschienen bei: Philips SEON, (o. J.) (2 LPs).
- Lully – Armide, G. Laurens, H. Crook, V. Gens, Collegium Vocale, Chapelle Royale, Ph. Herreweghe, erschienen bei: harmonia mundi France, 1992 (2 CDs).
- Mozart – Die Ouvertüren (Gesamtausgabe), Basler Sinfonieorchester, Moshe Atzmon, erschienen bei: Ariola-eurodisc, 1974 (3 LPs).
- Purcell – King Arthur, The Deller Choir, The King's Musick, Alfred Deller, erschienen bei: harmonia mundi France 1979 (2 LPs).
- Jean-Philippe Rameau: Orchestral Suites (Acanthe et Céphise & Les Fêtes d'Hébé), Orchestra of the Eighteenth Century, Frans Brüggen, erschienen bei: glossa GCD C81103, 1997. (http://www.glossamusic.com/glossa/reference.aspx?id=130, gesehen am 14. August 2017).
- Jean-Philippe Rameau: Orchestral Suites Vol. 2 (Naïs & Zoroastre), Orchestra of the Eighteenth Century, Frans Brüggen, erschienen bei: glossa GCD C81103, 1997. (http://www.glossamusic.com/glossa/reference.aspx?id=271, gesehen am 14. August 2017).
- Rameau – Suites from Platée & Dardanus, Philharmonia Baroque Orchestra, Nicholas McGegan, erscheinen bei: conifer classics, 1998.